# نهر بنجشير
يتدفق نهر بنجشير عبر وادي بنجشير في شمال شرق أفغانستان ، على بعد 150 كيلومتر (93 ميل) شمال كابول . رافده الرئيس هو نهر غوربند الذي يتدفق من ولاية بروان وينضم إلى نهر بنجشير على بعد 10 كم شرق شاريكار في مقاطعة بغرام. يأخذ نهر بانجشير منبعه بالقرب من ممر أنجومان [الإنجليزية] ويتدفق جنوبًا عبر هندوكوش وينضم إلى نهر كابل في بلدة سوروبي. تم بناء سد على نهر بانجشير بالقرب من سروبي في الخمسينيات من القرن الماضي لتوريد المياه من نهر بانجشير إلى نهر كابول. يوجد جسر دائم واحد فقط على نهر بنجشير يتيح الوصول إلى مطار بغرام. في 12 يوليو 2018، حدث فيضان في وادي بنجشير قُتل فيه عشرة أشخاص.

## روابط خارجية
- صورة لنهر بنجشير
- خصائص التدفق في الجداول في شمال أفغانستان ومواقع مختارة
- خريطة أحواض الأنهار في أفغانستان